# Станіславський Богдан Миколайович
Станіславський Богдан Миколайович (нар. 26 травня 1969 року, смт. Обертин, Тлумацького району Івано-Франківської області) — міський голова Коломиї, український меценат та політик. Співзасновник ТзОВ «Станіславський» та соціального кооперативу «Файні Ябка», депутат Івано-Франківської обласної ради VII скликання, фракція "Об'єднання «Самопоміч», голова постійної комісії Івано-Франківської обласної ради з питань захисту прав людини, законності, правопорядку, антикорупційної політики, люстрації та очищення влади у 2015—2020 рр..

## Ранні роки
Народився в селищі Обертин, Тлумацького району Івано-Франківської області, у сім'ї робітників.

## Освіта
Навчався у місцевій школі. Після закінчення 8 класу, з 1984 по 1988 роки навчався в Бурштинському енергетичному технікумі. З 1988 по 1990 рр.- проходив службу в армії. Після завершення служби, вступив на навчання до Тернопільської академії народного господарства (нині Західноукраїнський національний університет), на спеціальність економіст.
Володіє українською, англійською та польською мовами.

## Трудова діяльність
Після закінчення навчання, з 1994 по 2001 роки працював у ЗТТП «Загро», де обіймав посаду начальника відділу маркетингу і збуту. У 2001 році розпочинає власну справу, стає приватним підприємцем. У 2008 році засновує сімейне приватне підприємство «ТзОВ» «Станіславський».

## Благодійність
У 2016 році Богдан Станіславський став лауреатом Національного конкурсу «Благодійна Україна — 2016» у номінації «Меценат року». Цього ж року Патріарх Київський і всієї Руси-України Філарет нагородив Богдана Станіславського Орденом Святителя Миколая Чудотворця. З 2017 року керівник Благодійного Фонду «Прикарпатський Інститут Розвитку». Також у 2017 році став одним із меценатів-засновників соціального кооперативу «Файні Ябка», весь прибуток якого витрачається на соціальні проекти в селах.

## Політична діяльність
До Революції гідності не займався політичною діяльністю. У 2015 році вступив у лави партії "Об'єднання «Самопоміч». На виборах до місцевих органів влади у 2015 році балотувався до Івано-Франківської обласної ради по Обертинському виборчому округу. Отримав перемогу з результатом 45,2 % голосів. У 2017 році обраний керівником Івано-Франківського обласного осередку "Об'єднання «Самопоміч». Під час чергових місцевих виборів 25 жовтня 2020 року обраний міським головою Коломиї з результатом 38,03 % (7395 голосів).

## Особисте життя
Одружений. Виховує 3 дітей.
Під час повномасштабного вторгнення син Богдана, Олег Станіславський виїхав відпочивати на Балі

## Нагороди
Лицар папського ордена Святого Сильвестра (17 серпня 2009).
Нагороджений пам'ятним нагрудним знаком командувача Повітряних сил Збройних сил України «Майстерність. Честь. Відвага».